# Esteniclaro
Esteniclaro o Esteniclero (en griego, Στενύκλαρος o Στενύκληρος) es el nombre de una antigua ciudad griega de Mesenia. Había también una llanura llamada Estenicleria y en la mitología griega había un héroe llamado Esteniclero.
Según una tradición, cuando Cresfontes se apoderó de Mesenia, la dividió en cinco ciudades y fijó su residencia en la ciudad de Esteniclaro, que estaba en el centro y en una posición segura, y allí reunió a todos los dorios. Anteriormente la capital estaba en Andania. Es citada por Pausanias en el marco de la primera guerra mesenia: tras la toma de Anfea por los lacedemonios, mesenios de todas las ciudades se reunieron en Esteniclaro en asamblea donde los magistrados y el rey Eufaes arengaron a los mesenios diciendo que mantuvieran alto su ánimo ya que los dioses les serían propicios porque ellos no habían sido quienes habían iniciado las hostilidades. Pausanias también ubicaba allí un lugar llamado «túmulo del jabalí».
Heródoto cita una batalla librada en Esteniclaro entre 300 espartanos al mando de Arimnesto, contra un ejército mesenio, en el marco de la Tercera Guerra Mesenia (461-454 a. C.)
Se localiza al noreste del monte Itome, en la región de Meligala.